# Trauma
Trauma (рус. травма) — американская хеви-метал-группа. Она известна тем, что была первой группой басиста-виртуоза Клиффа Бёртона, прежде чем он ушёл в группу Metallica. Вскоре Крис Густофсон ушёл и переиграл в других группах, самая знаменитая из которых St. Elmo’s Fire. Майкл Овертон давал интервью Джоелу Макайверу для его книги «To Live Is to Die: Жизнь и смерть Клиффа Бёртона» (англ.  "To Live Is to Die: The Life and Death of Metallica's Cliff Burton").

## Участники

### Последний известный состав
- Donny Hillier (1981—1985, с 2013) — вокал
- Грег Кристиан (с 2017) — бас-гитара
- Kris Gustofson (1982—1985, с 2013) — ударные
- Joe Fraulob — гитара (с 2017)
- Steve Robello — гитара (с 2017), бас-гитара (2014—2017)

### Остальные участники
- Клифф Бёртон (1981—1982) — бас-гитара
- Lucas Advicula (1982—1984) — бас-гитара
- George Lady (1981—1983) — соло-гитара
- Michael Overton (1981—1985) — ритм-гитара
- Ross Alexander (1983—1985) — соло-гитара
- Dennis Schaefer (1981—1982) — ударные
- Glen Gordon (1984—1985) — бас-гитара*
- Rob Churchfield (*1985) — бас-гитара
- Ronn Brow (*1985) — ударные
- Marcel Eaton — бас-гитара (2013—2014)
- Kurt Fry — гитара (2013—2015)
- Jeff Jones — гитара (2015—2017)
- Bobby Eaton — гитара (2016—2017)

## Дискография
- Metal Massacre II — «Such a Shame» (1982)
- Scratch and Scream (1984)
- Rapture and Wrath (2015)[1][2][3]
- As The World Dies (2018)
- Awakening (2022)